# Meadow Lane
Meadow Lane er et fodboldstadion i Nottingham i England, der er hjemmebane for League Two-klubben Notts County Stadionet har plads til 21.388 tilskuere, og alle pladser er siddepladser. Det blev indviet i 1910 i en kamp mod lokalrivalerne Nottingham Forest.